# Aeroportul Dharavandhoo
Aeroportul Dharavandhoo (IATA: DRV, ICAO: VRMD) este un aeroport din Dharavandhoo⁠(d), Baa Atoll⁠(d), Maldive ce deservește zona Baa Atoll⁠(d).
Situat la o altitudine de 11 m, aeroportul dispune de o singură pistă. Este operat de Maldivian⁠(d).